# 31 (film)
31 is een Amerikaanse thriller-horrorfilm uit 2016 geschreven en geregisseerd door Rob Zombie.

## Verhaal
Kermismedewerkers Charly, Venus, Panda, Levon en Roscoe rijden op 31 oktober 1976 in een busje over het platteland. Ze moeten stoppen wanneer de weg geblokkeerd blijkt door vogelverschrikkers. Dit geeft een groep verklede mannen de kans om ze te overmeesteren. De ontvoerders brengen ze daarna naar een groot afgesloten gebouw, waar ze moeten dienen als vermaak voor de als 18e-eeuwse aristocraten verklede 'Father Murder', 'Sister Serpent' en 'Sister Dragon'.
De vijf krijgen te horen dat ze deelnemers zijn aan een spel genaamd '31'. Dit houdt in dat ze de volgende twaalf uur in leven moeten zien te blijven terwijl de aristocraten steeds nieuwe moordenaars loslaten in het gebouw, de heads. De aristocraten houden intussen weddenschappen over hun overlevingskansen. Na confrontaties met achtereenvolgens nazi 'Sick-Head', de kettingzaag dragende 'Schizo-Head' en 'Psycho-Head' en het duo 'Death-Head' en 'Sex-Head', zijn Charly, Roscoe en Venus nog in leven. De aristocraten spelen daarna hun laatste troef uit, de als clown geschminkte 'Doom-Head'.
Doom-Head steekt Venus dood en vertelt Roscoe en Charly dat de uitgang is geopend. Roscoe offert zijn leven op om Charly te helpen buiten te komen. Ze blijkt zich in een niemandsland te bevinden. Ze vlucht daarom een naastgelegen huis in, waar Doom-Head haar vindt. Hij staat op het punt haar te doden wanneer de aristocraten hem vertellen te stoppen. De twaalf uur zijn om. De aristocraten hebben hierdoor een probleem; er lijkt voor het eerst iemand '31' te overleven. Charly mag vertrekken. Terwijl ze gewond langs een weg sloft, stopt Doom-Head met een busje vlak achter haar. Nadat hij zijn messen tevoorschijn haalt, lijkt er toch nog een laatste confrontatie te komen.

## Rolverdeling
- Sheri Moon - Charly
- Jeff Daniel Phillips - Roscoe Pepper
- Lawrence Hilton-Jacobs - Panda Thomas
- Meg Foster - Venus Virgo
- Kevin Jackson - Levon Wally
- Richard Brake - Doom-Head
- Pancho Moler - Sick-Head
- David Ury - Schizo-Head
- Lew Temple - Psycho-Head
- Torsten Voges - Death-Head
- Elizabeth Daily - Sex-Head
- Malcolm McDowell - Father Murder
- Jane Carr - Sister Serpent
- Judy Geeson - Sister Dragon